# Пірнівський заказник
Пі́рнівський зака́зник — орнітологічний заказник місцевого значення в Україні. Розташований на території села Пірнове Вишгородського району Київської області. 
Площа 5 гектарів. Статус присвоєно згідно з рішенням № 5 Київського облвиконкому від 12 січня 1987 року. Перебуває у віданні: Пірнівська сільська рада.

## Опис
На ділянці орнітологічного заказника «Пірнівський», де розташований сосновий ліс, гніздяться сірі чаплі. Сіра чапля — вид, який був занесений до Додатку III Бернської конвенції. Небезпеку для проживання цих птахів становить забудова лісових територій, осушення боліт та вирубка лісів. На території орнітологічного заказника нараховувалось 80-100 гнізд сірої чаплі.
Соснова ділянка лісу розташований посеред села Пірнове. 
Заказник «Пірнівський» входить до переліку територій та об'єктів природно-заповідного фонду загальнодержавного та місцевого значення, що розташовуються у Київській області станом на 1 січня 2014 року. Орнітологічний заказник «Пірнівський» разом з ландшафтними заказниками місцевого значення «Росоші» та «Острів Любичів» та проектованим Національним природним парком «Подесіння» є частиною Деснянського природного коридору міжрегіонального значення. Природоохоронна територія є елементом Київської регіональної схеми екологічної екомережі
. Пірнівський заказник — одне з трьох відомих місць на земній кулі, де сірі чаплі гніздяться на деревах. 
Заказник був створених для забезпечення сприятливих умов для гніздування птахів і є природо-заповідною територією.

## Галерея

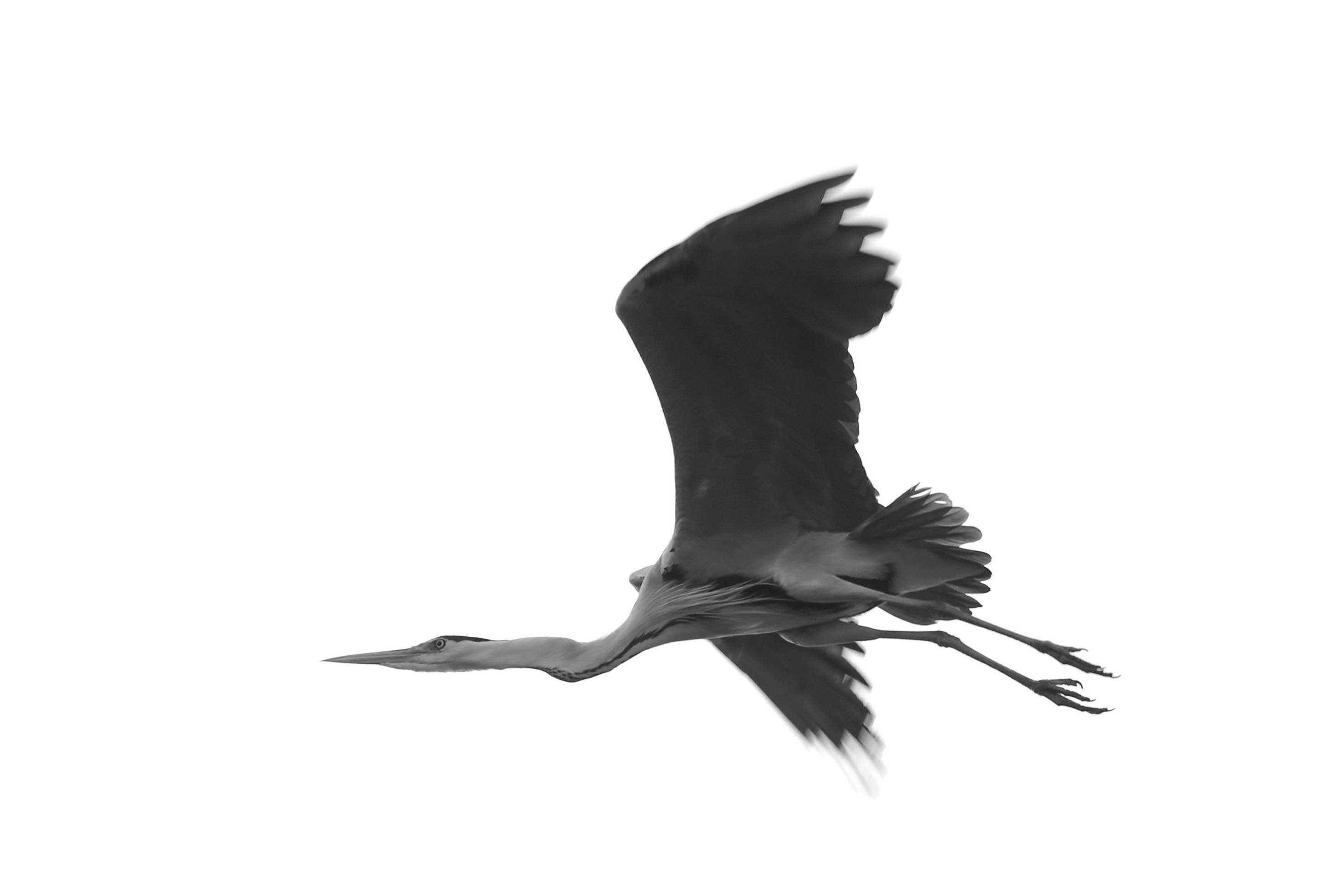
Чапля сіра (Ardea cinerea L.)
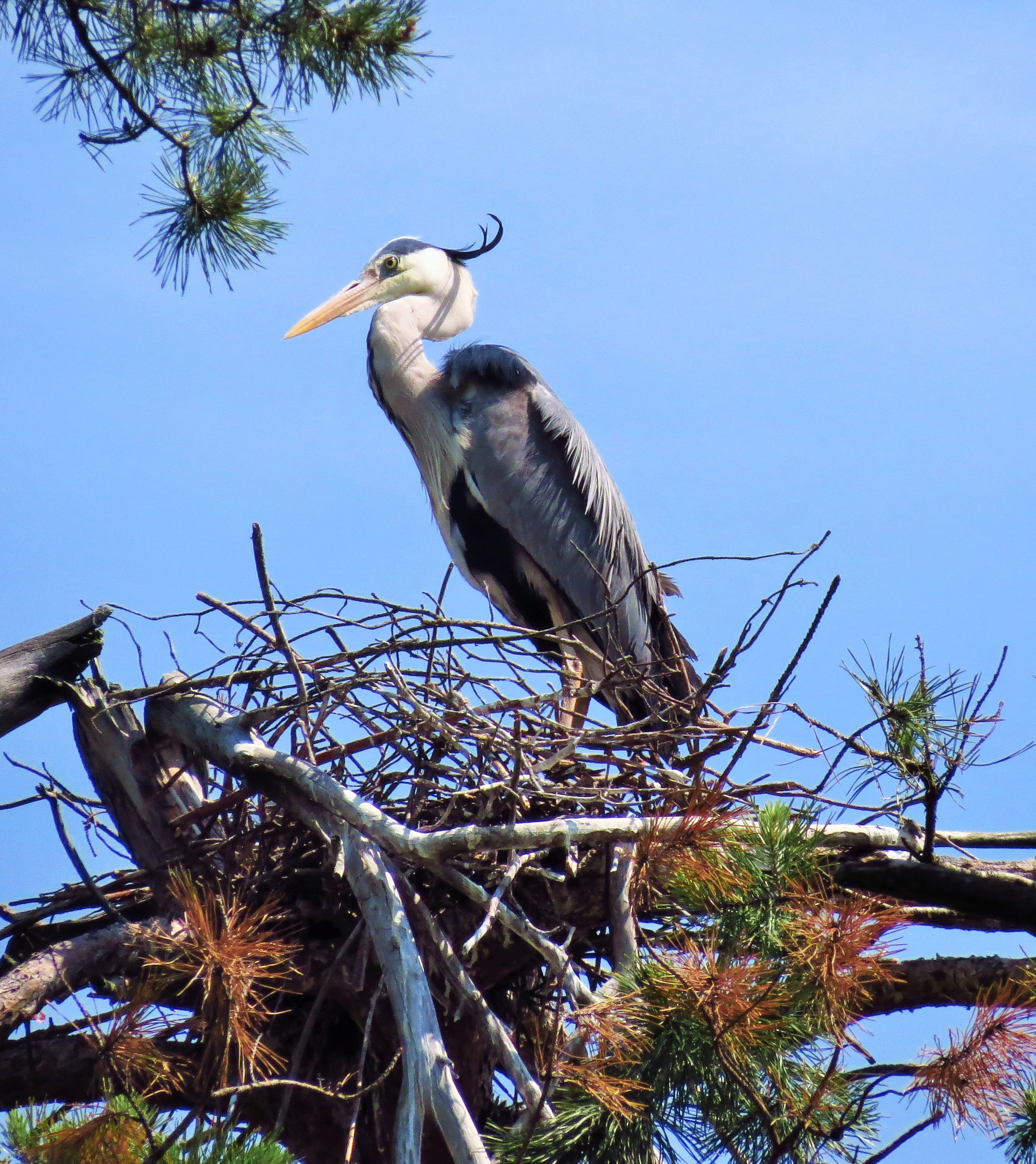
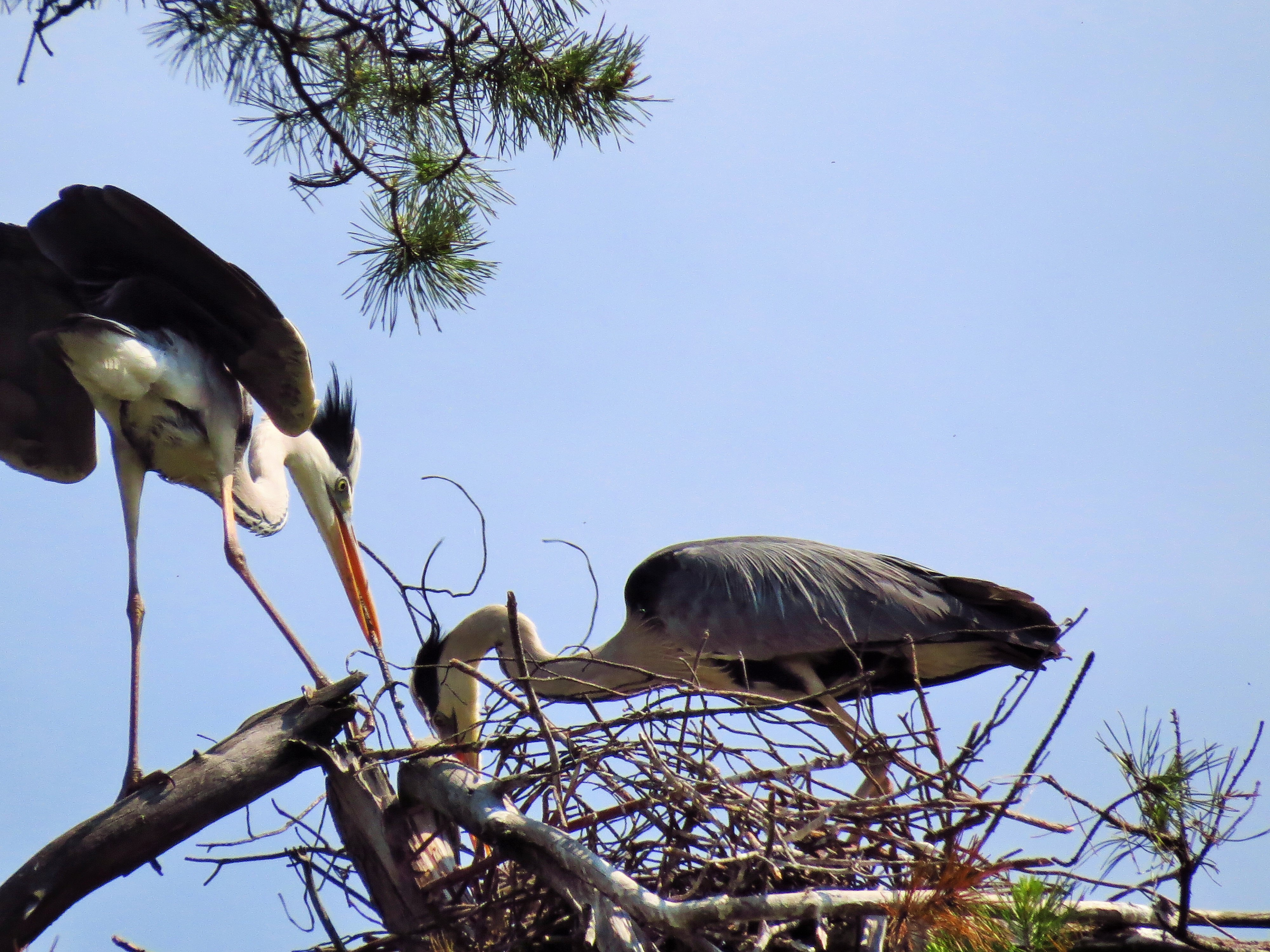
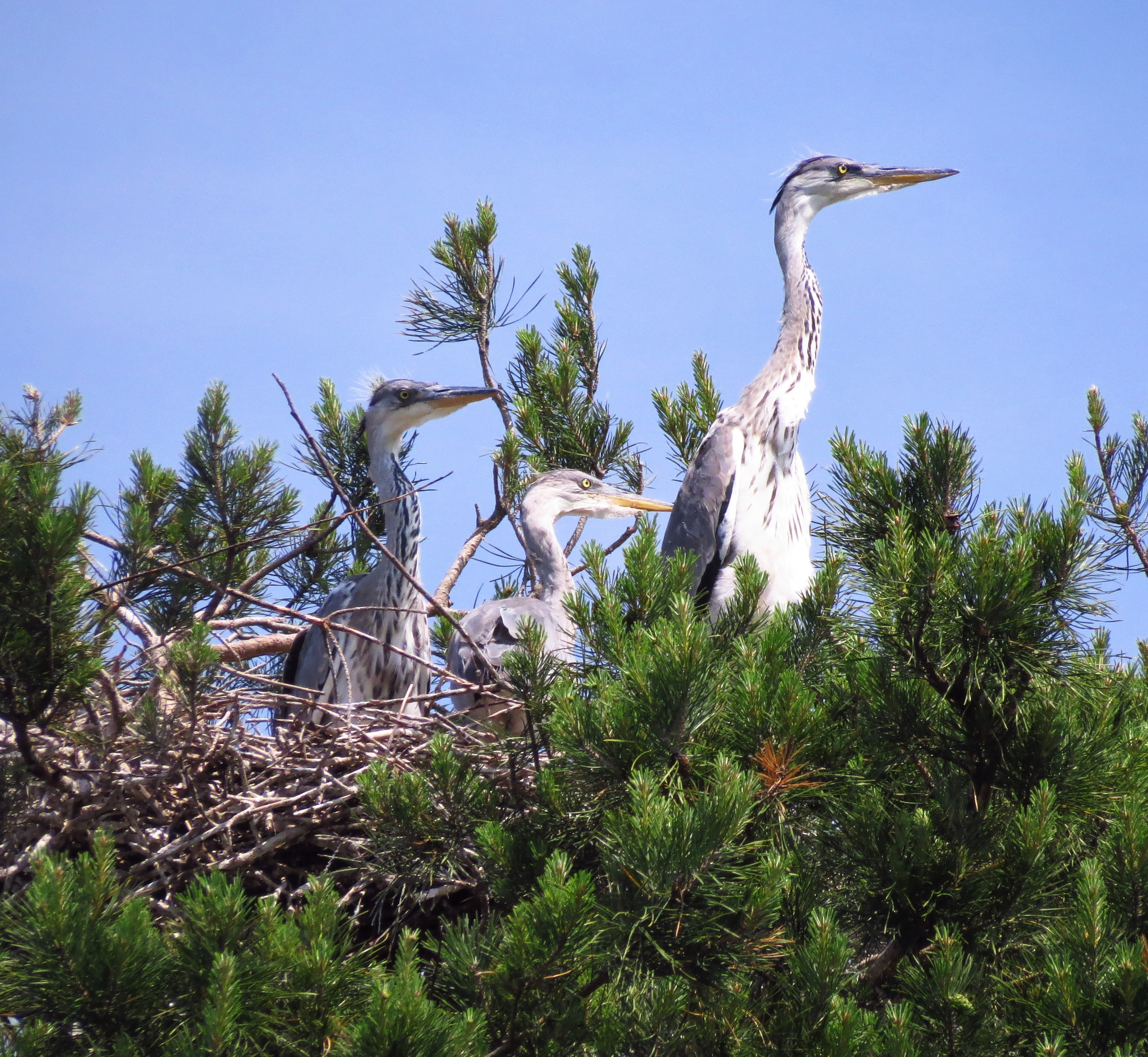
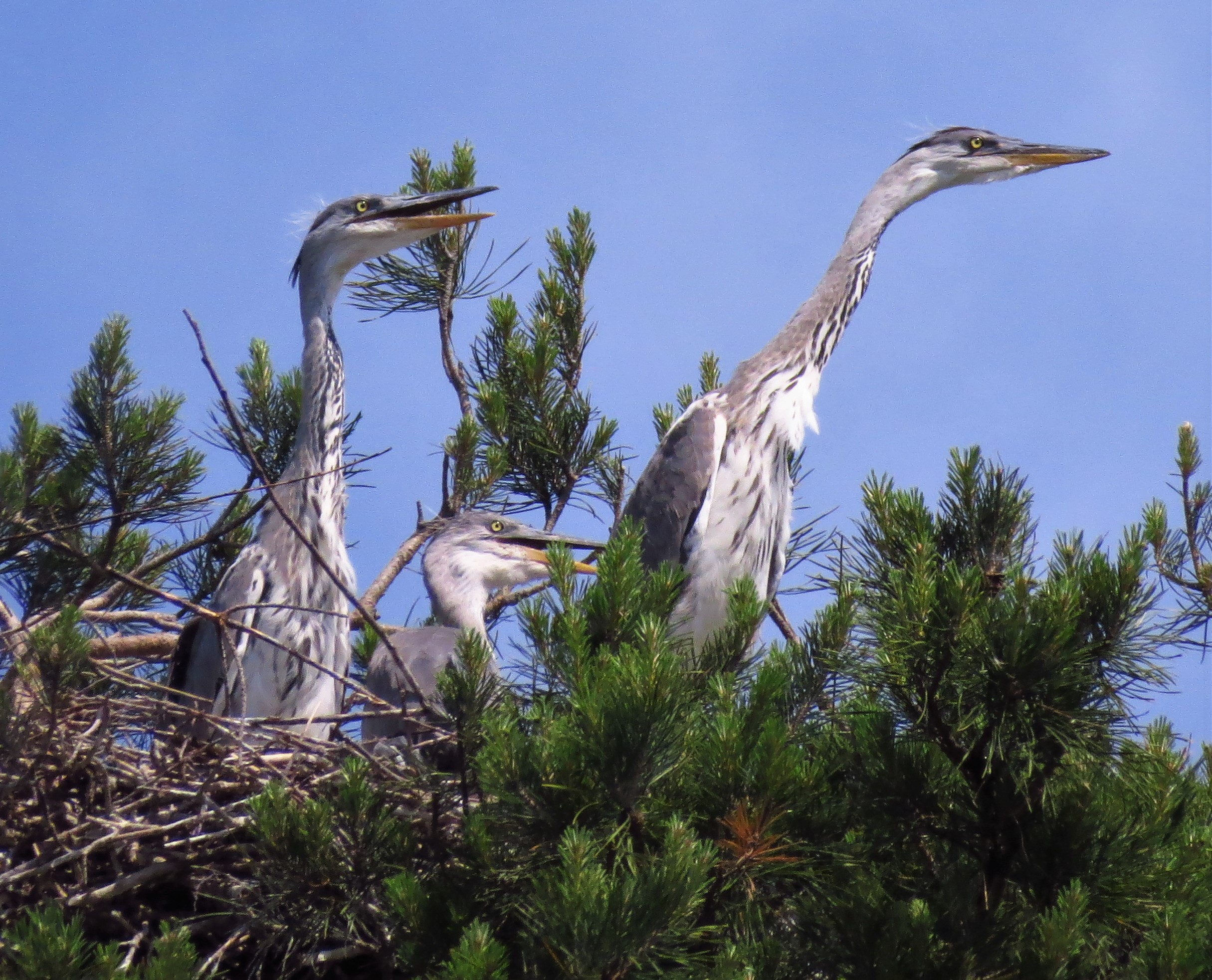
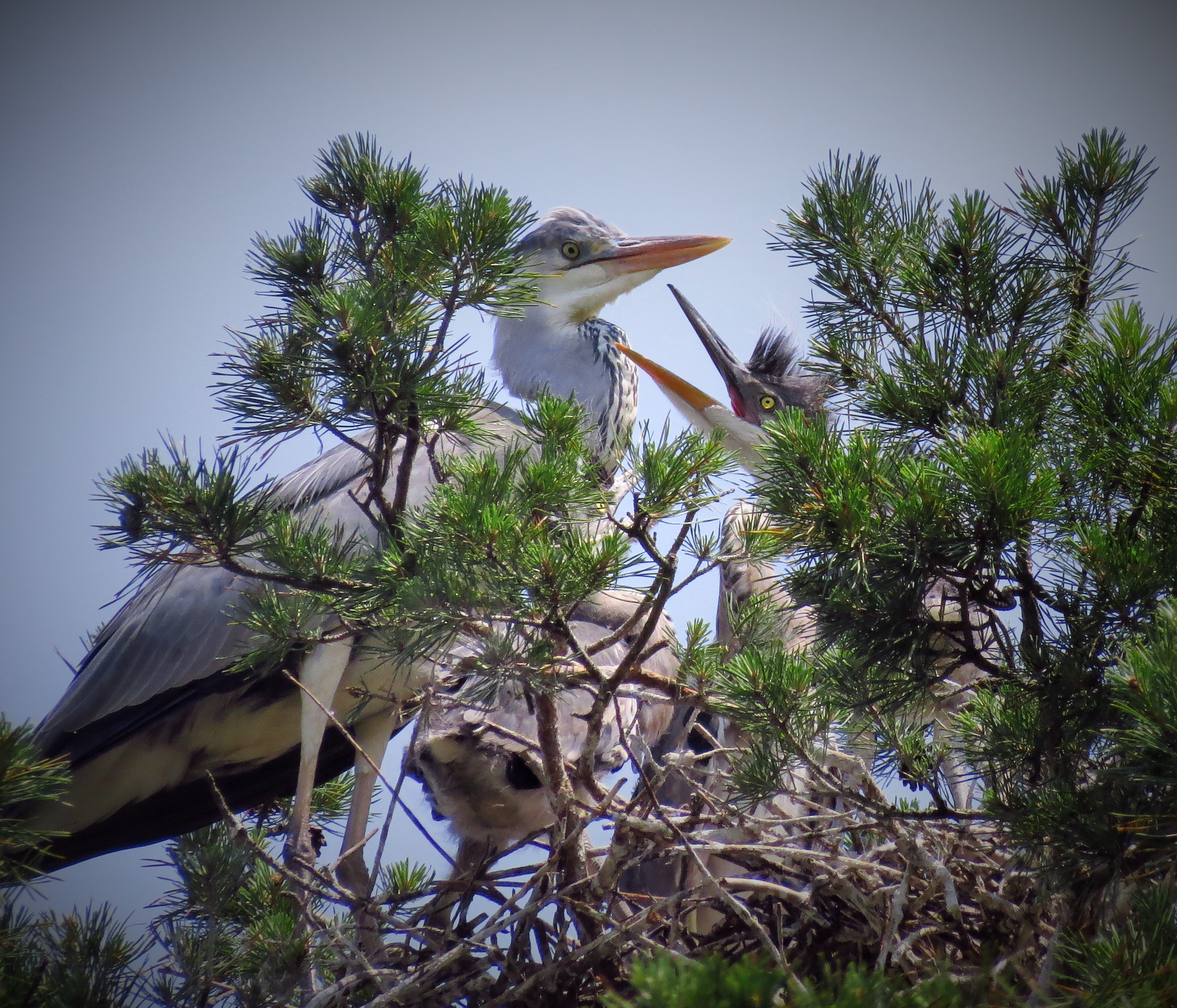
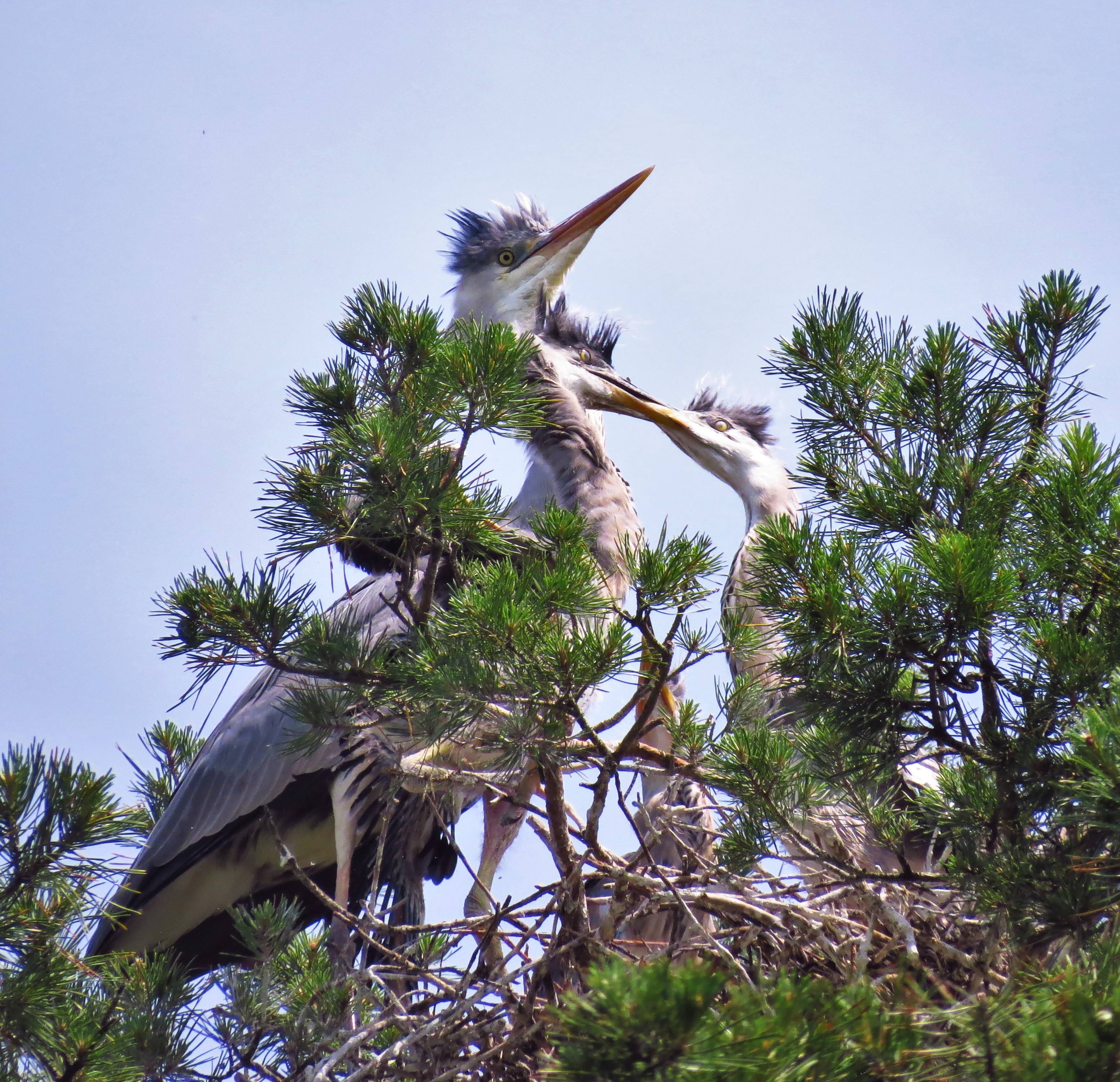
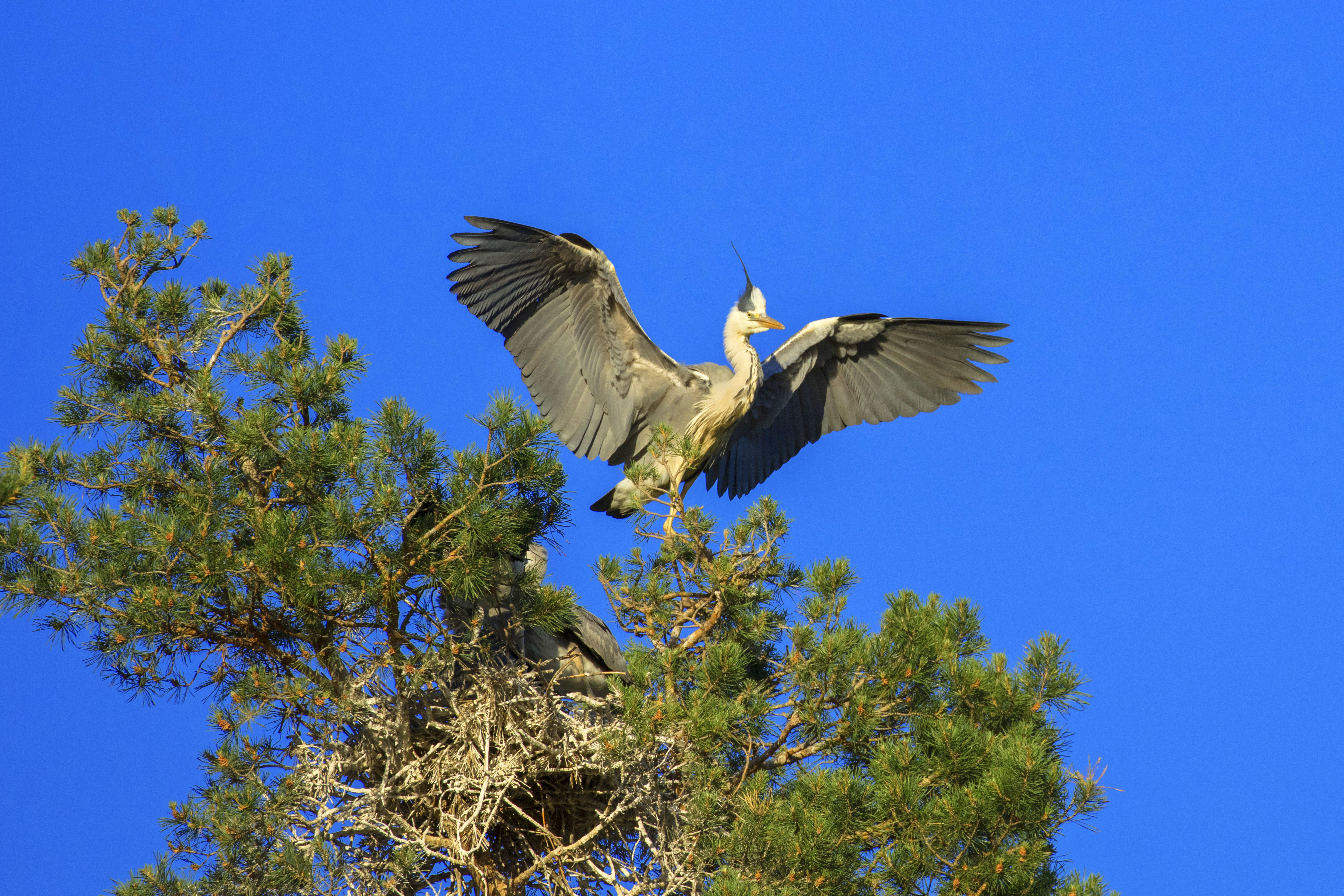
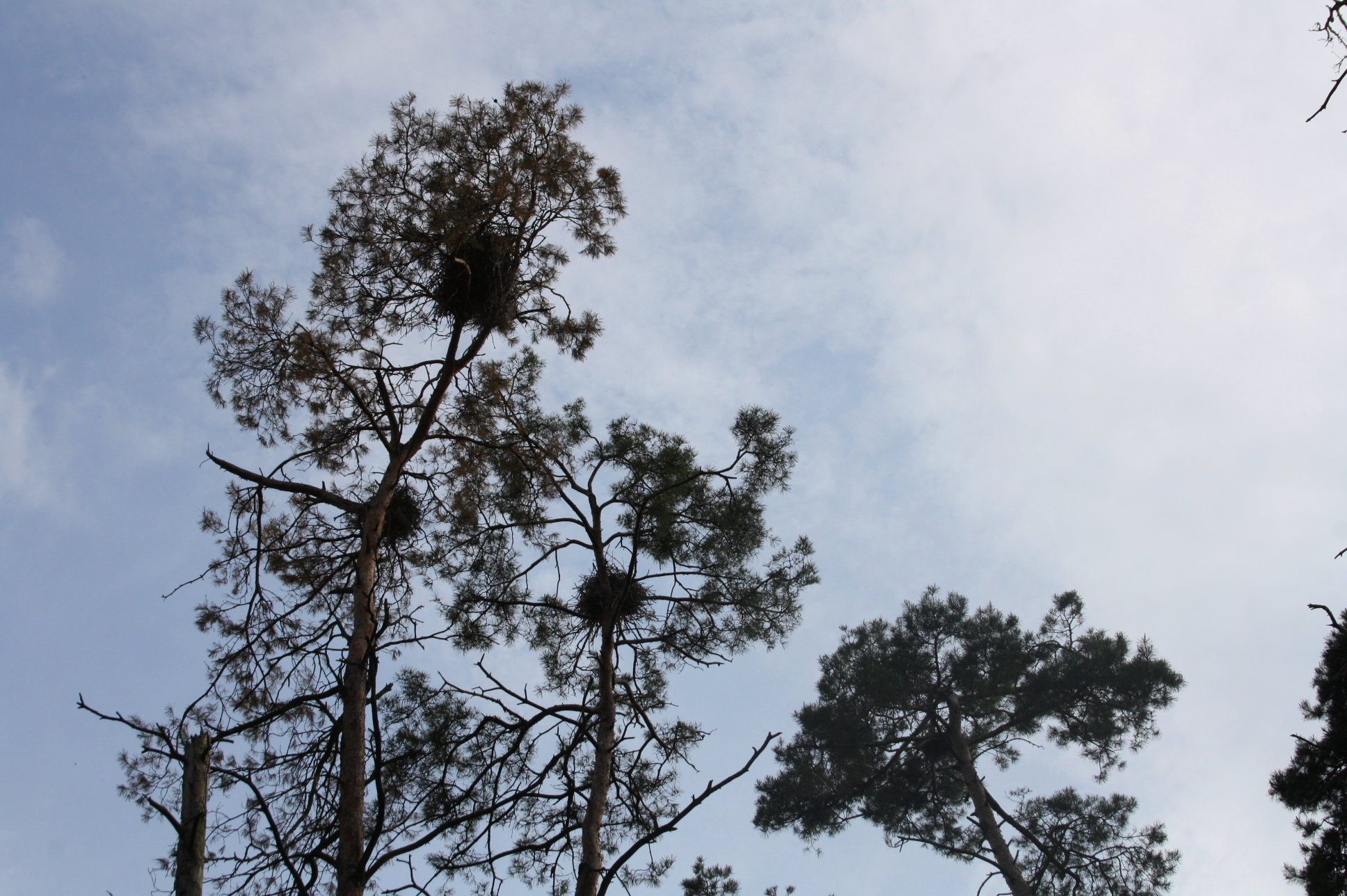
Гнізда чапель
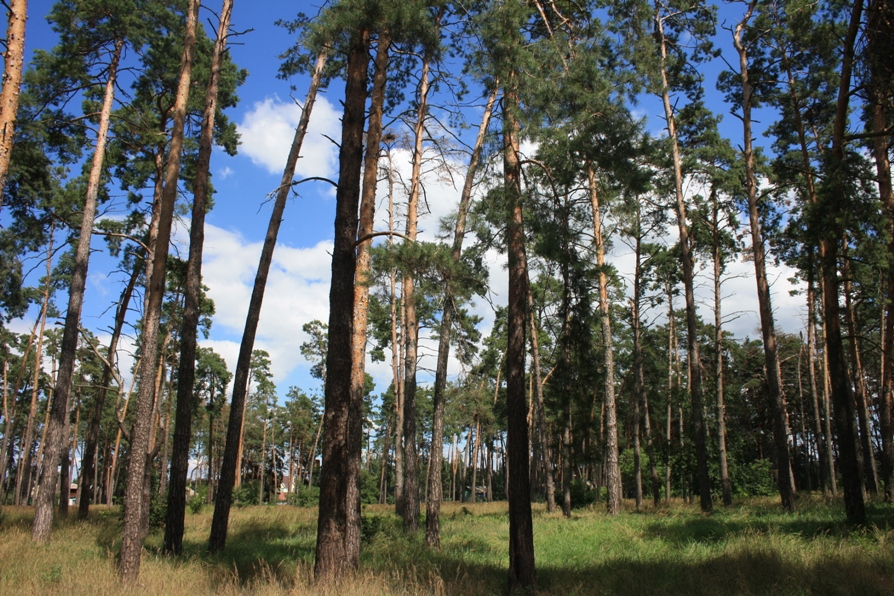
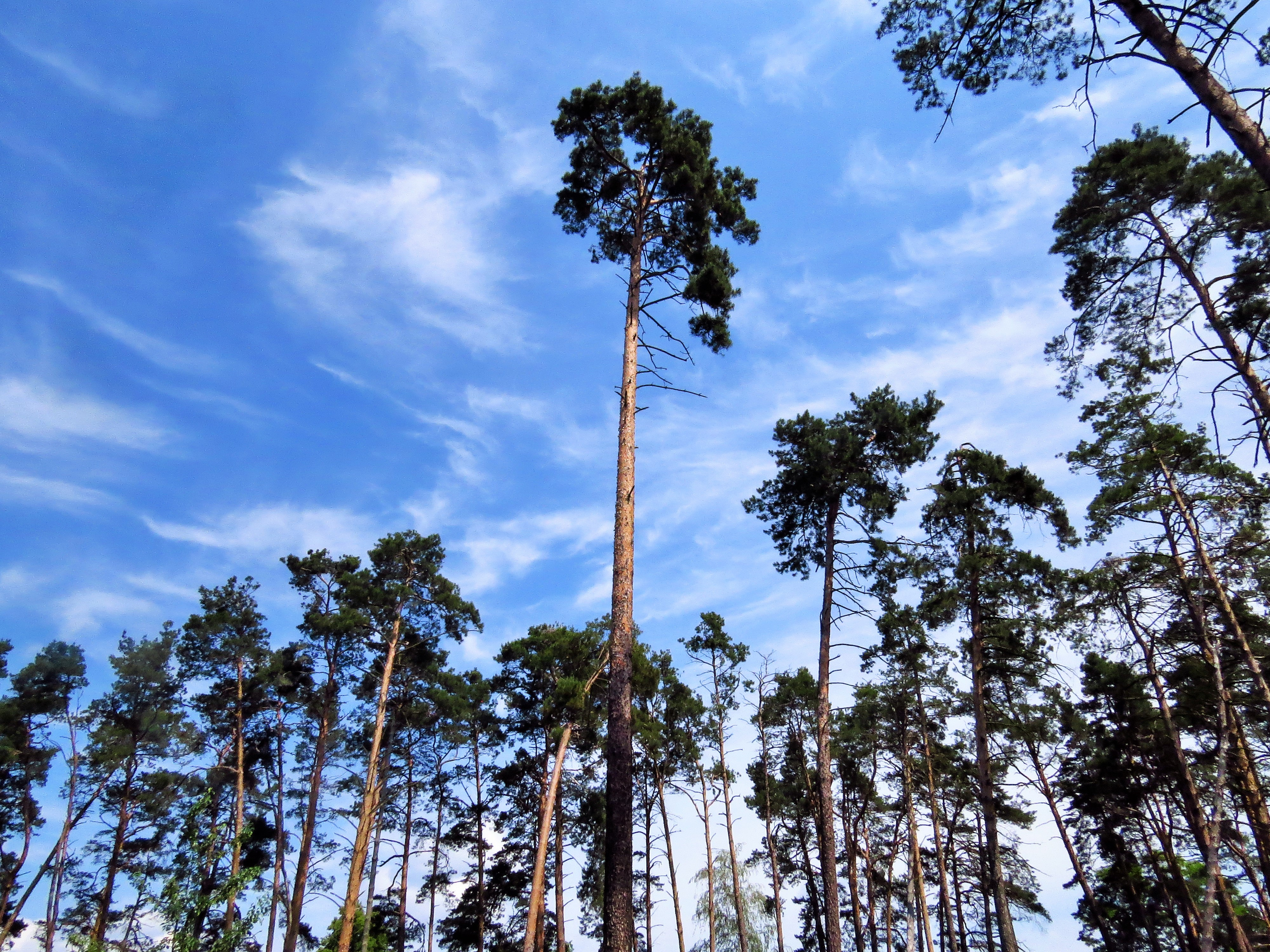